# Brun (ätt)
Brun var en svensk medeltida frälsesläkt  känd från 1300-talet, ej att förväxla med den med danska släkten Brun (Bruhn) från Vä socken i Skåne.
Vapen: en högt delad sköld, i nedre fältet 13 kulor ordnade 4-3-3-2-1

## Kända medlemmar
- Sigge Brun, död 1394 eller 1395, var en svensk väpnare till Röklinge (nuvarande Rycklinge i Tuna) och ägare av gården Fituna, belägen i nuvarande Sorunda socken och Nynäshamns kommun på Södertörn i Södermanland[1]. Sigge Brun, vars mor hette Ingrid Olofsdotter, var först gift med Birgitta Nilsdotter, dotter till Nils Petersson (Lännaätten), och fick i detta första gifte dottern Märta Siggesdotter (Brun), vilken var Gustav Vasas mormors farmor och blev stammoder för adelsätten Banér. Sigge Bruns andra hustru var Katarina Erengislesdotter (tre sjöblad), vilken efter att hon gift om sig med Mats Andersson (Hålbonäsätten) blev stammoder för Hålbonäsätten.[2]